# Adolphia infesta
Adolphia infesta är en brakvedsväxtart som först beskrevs av Carl Sigismund Kunth, och fick sitt nu gällande namn av Meissn.. Adolphia infesta ingår i släktet Adolphia och familjen brakvedsväxter. Inga underarter finns listade i Catalogue of Life.